# Косонь
Косо́нь — село в Косоньській громаді Берегівського району Закарпатської області України, центр громади. Відстань до райцентру становить близько 20 км і проходить автошляхом Т 0707. Поблизу села розташований пункт контролю Косино на кордоні з Угорщиною. З угорського боку знаходиться пункт пропуску «Барабаш», медьє Саболч-Сатмар-Береґ, на автошляху місцевого значення у напрямку Ньїредьгаза.

## Населення

### Мова
Розподіл населення за рідною мовою за даними перепису 2001 року:
| Мова            | Кількість | Відсоток |
| --------------- | --------- | -------- |
| угорська        | 2247      | 96.11%   |
| українська      | 68        | 2.91%    |
| російська       | 11        | 0.47%    |
| білоруська      | 2         | 0.09%    |
| циганська       | 2         | 0.09%    |
| інші/не вказали | 8         | 0.33%    |
| Усього          | 2338      | 100%     |

## Герб

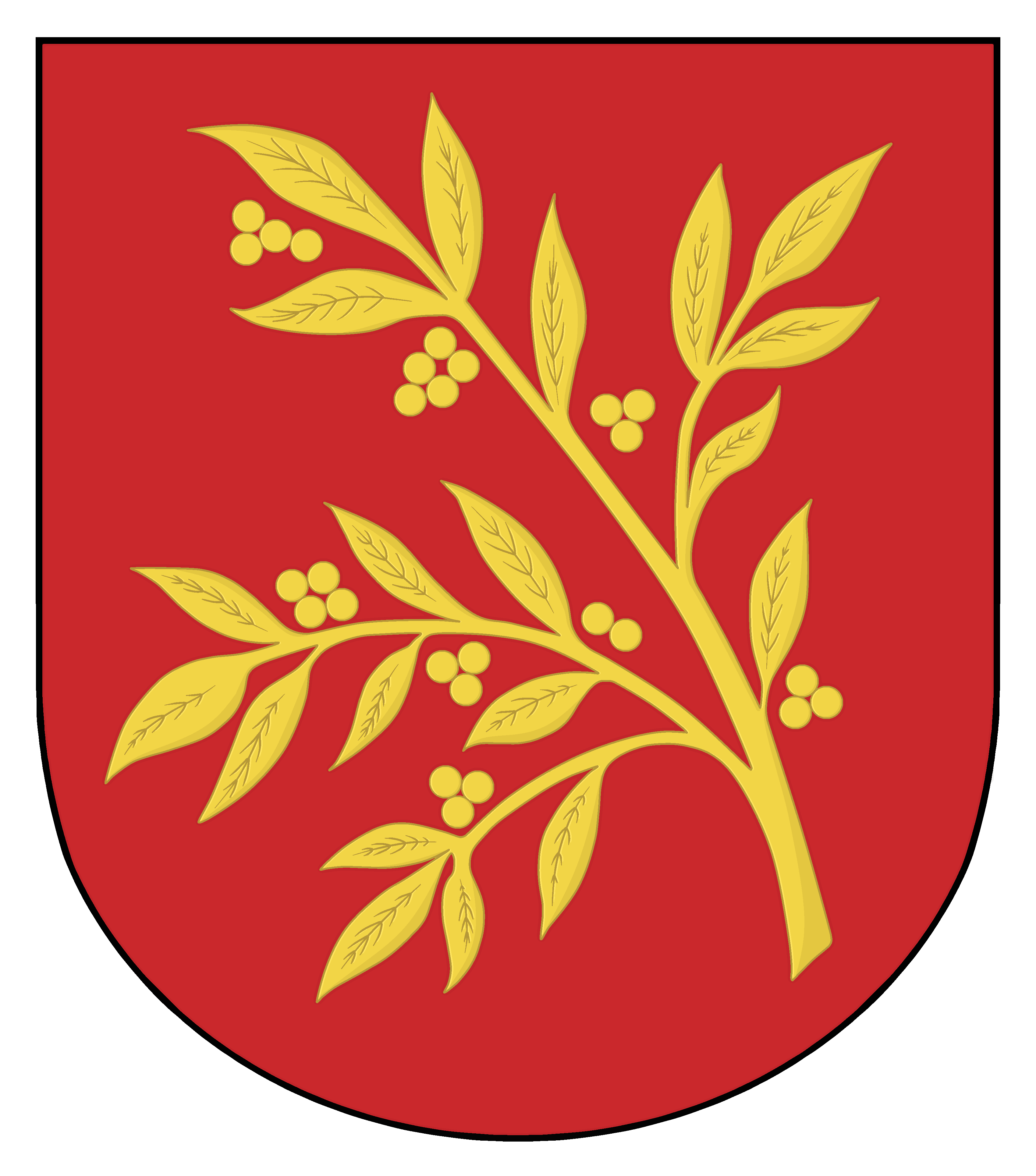
Історичний герб села 1904р.

Село мало історичний герб: В червоному щиті золота лаврова гілка. В 2006 році затвердженна нова версія:
Щит перетятий лазуровим і червоним. У першій частині на зеленій землі золота виноградна лоза із зеленим листям і червоними гронами, що супроводжується в правому верхньому кутку золотим усміхненим сонцем, а в лівому верхньому кутку - срібним півмісяцем вправо. У другій частині вісім зелених дубових листків і вісім золотих жолудів, покладених поперемінно зіркоподібно, і супроводжувані з обох боків двома зібраними золотими колоссями. На лазуровій девізній стрічці - дата заснування села, дата затвердження герба, а також назва угорською та українською мовами.

## Історія села
Місцевість почала заселятись здавна - археологи знайшли на території села артефакти перших століть н.е., включно до VII-го ст.
В урочищі Марцеїв Ліс в кінці XIX столітті відкрито готське поховання, що супроводжувалося срібними фібулами, скляним кубком та прикрасами. Датується V століттям нашої ери. На територія Косино знайдено тетрадрахми Філіпа II Македонського, римські монети імператора Проба, Філіпа Августа та інших імператорів.
Назва села (яка мала такі варіації, як Козунь, Косино, Косини, угорською мовою – Мезекосонь) , пов’язане з іменем святої Каталіни. За легендою, в околицях нинішнього села в 1086 р. угорський король Святий Ласло переміг у битві печенігів, і на місці перемоги на знак подяки побудував церкву. Навколо церкви, у підніжжі засадженої виноградом гори, невдовзі виросло багатолюдне село. Назва села зустрічається в різних варіаціях, так, у грамоті 1332 р. фігурує Кассан, в 1335 р. -  Козун, у грамоті 1398 р. затверджувались його межі.  В 1496 р. в грамоті згадується вже як містечко. На той час поселення змінило багатьох землевласників. Населення займалось вирощуванням винограду, зернових, випасом свиней в навколишніх дубових лісах, рибною ловлею в численних озерцях та болотах.  В 1566 р. містечко зазнало спустошливого набігу кримських татар. В 1595 р. відроджене поселення стає центром реформатської парафії, в 1600 р. при церкві відкривається перша школа.  
Місцеві мешканці брали активну участь у визвольній боротьбі 1703-1711 рр. В 1729 р. місто з повною назвою Мезекосонь зробили центром одного з округів комітату Берег, що дало поштовх до розвитку місцевих ремесел. Одночасно розвивається місцева торгівля, шинкарство, лихварство. Багато землевласників продають свої землі, і таким чином, вони концентруються у власності кількох заможних родин. Наприкінці XIX ст. Косонь отримує нотаріальне управління,  у парламентських виборах 1889 року містечко було центром виборчого округу. В часи свого розквіту Мезекосонь був центром округу, до якого належали 26 населених пунктів, у місті був заснований суд, трибунал, в'язниця, 37 магазинів, 4 банки, 2 друкарні, працювали ресторани та корчми.
У XVIII—XIX ст. мало власну печатку з гербом: на червоному щиті зелений кущ винограду з двома лозами й чотирма ґронами (1904 року цей герб був офіційно підтверджений Міністерством внутрішніх справ Королівства Угорщини).
В період перебування Закарпаття в складі Чехословаччини (1919-1938 рр.) місто не отримало такого поштовху до розвитку, як інші населені пункти, а в радянський час поступово зрівнялось в статусі із пересічними селами.
Тим не менш «міський» характер видно в Косоні  й понині. Про це свідчить забудівля центральної частини села, схожа архітектурним стилем на міста типу Берегова. Центральні вулиці тут вимощені бруківкою.

## Архітектура
Найстарішою будівлею села є реформатська церква. Збудований в середні віки (ХІІІ-XIV ст.) на пагорбі монастир на честь св. Ласло зробили реформатським в 1552 р., коли в цю конфесію перейшло все село. Церква була перебудована в період між 1642 та 1654 рр., набувши ознак ренесансного стилю, наступні ремонти відбувалися в 1766, 1822 та 1828 рр. Стіни церкви висічені з каменю, в основі храму розташований склеп, у якому поховано низку заможних людей та колишніх пасторів.  Реформатська церква села Косонь занесена до переліку Пам'яток архітектури місцевого значення.

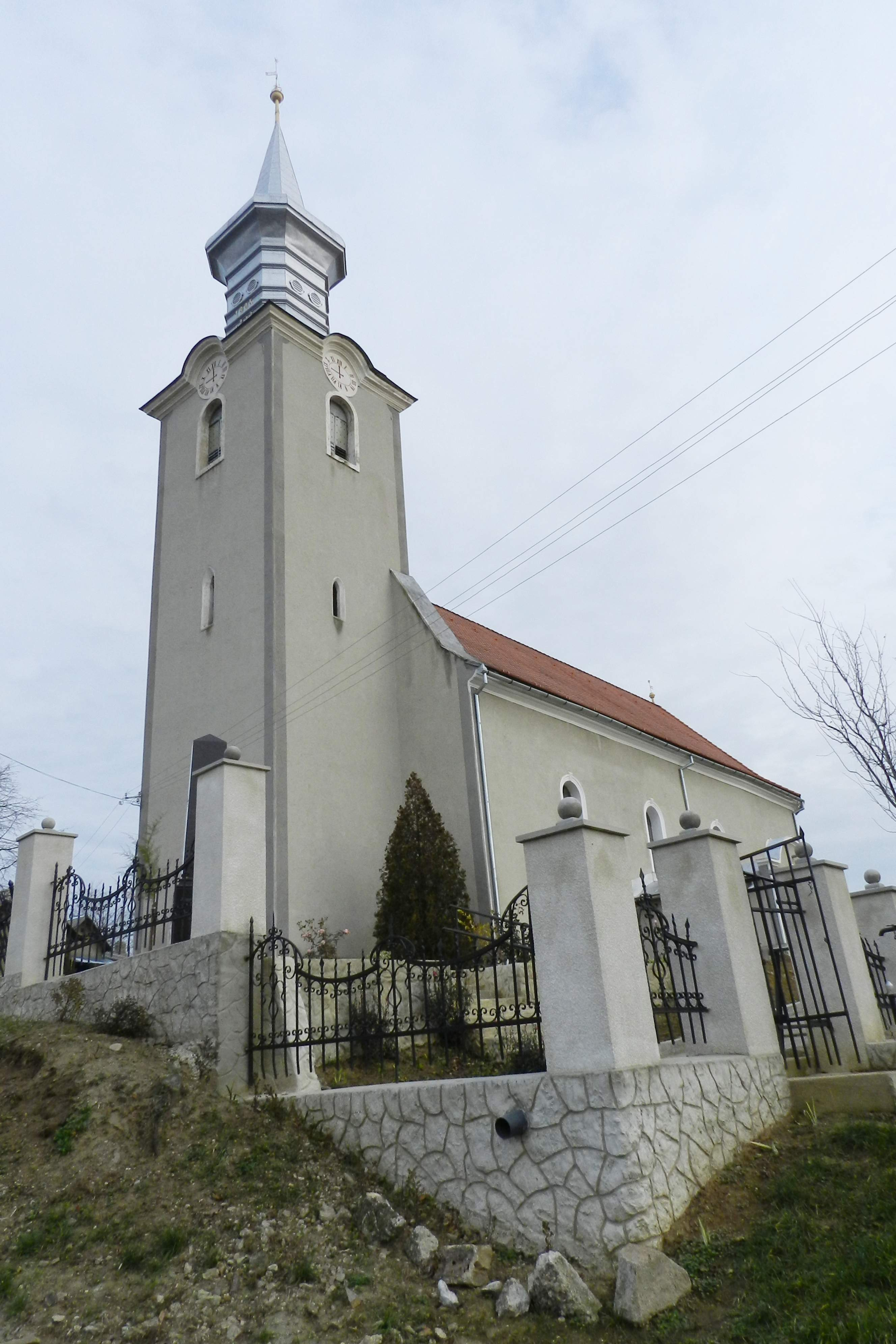
Реформатська церква в с. Косонь

Католицька громада відновилась в селі в 1750 р., в 1754 р. була побудована невеличка церква. В 1832 р. звели нову, більшу церкву з каменю. В 1880 р. храм збагатився вежею. Перша ж церква була знесена паводком в 1956 р.
Дуже цікавою будівлею є палац Етвешів, який лежить під пагорбом з католицьким храмом. Це найстаріша світська будівля села та один з найстаріших взірців цього архітектурного виду не лише в Берегівському районі, але й в Закарпатті. Одноповерхову садибу збудувала в 1703 р. родина Рац. На тильній стіні будівлі зберігся родинний герб Раців з цифрами «1768». Після смерті землевласників спадкоємцями стала сім’я Етвеш. На початку XX ст. від Етвешів палац орендував Меньгерт  Клейн. В кінці 1920 рр. до особняка з двох кінців добудували крила в асиметричному порядку, надавши будівлі незвичної форми. В радянський час у садибі діяв  дитячий садочок, пізніше амбулаторія. В 1960 рр. стан будівлі сильно погіршився і її було закрито. Будівлі загрожувала руйнація, та на щастя, у наш час її передали в майно громаді реформатської церкви, після чого палац відремонтували, і зараз він знаходиться в хорошому стані.

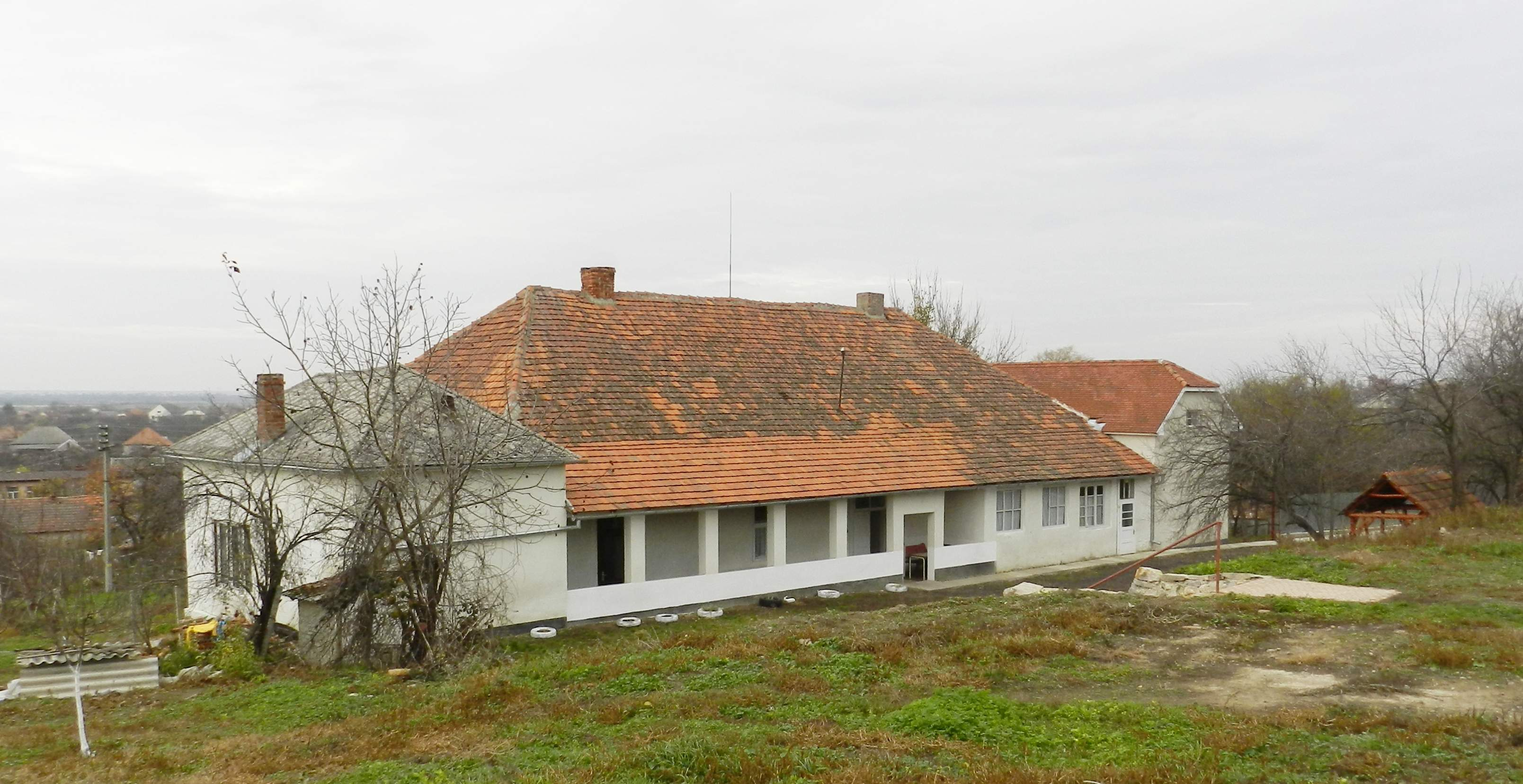
Садиба Етвеші, с. Косонь

В селі  збереглося багато гарних будинків, що належали заможним єврейським родинам наприкінці XIX-поч. ХХ ст.

## Термальні води в Косино

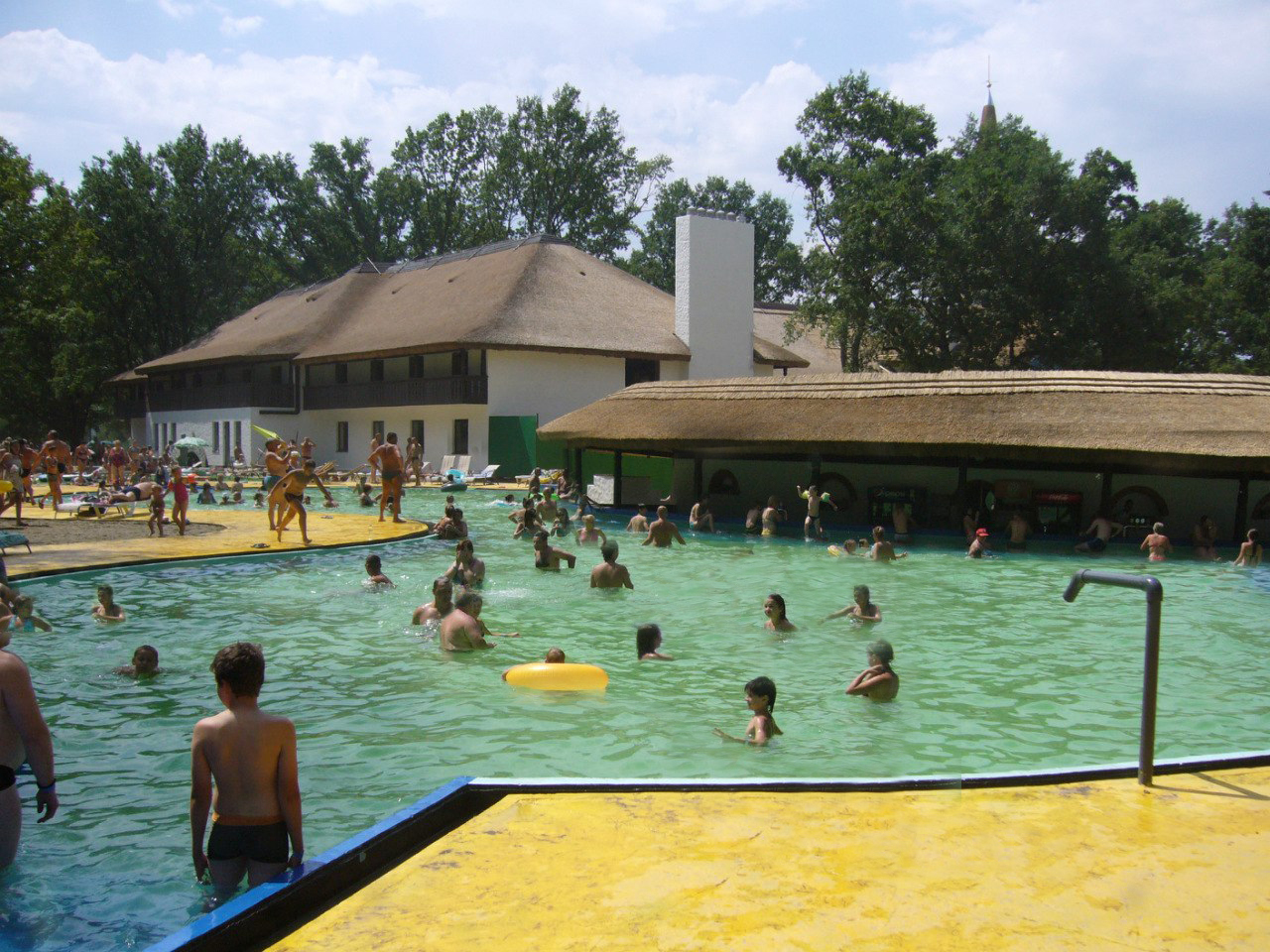
Термальні купальні Косино

Головною особливістю села є наявність біля його околиць декількох свердловин мінеральних термальних вод. На базі цих ресурсів функціонує оздоровчо-туристичний комплекс "Косино".
Власне зона відпочинку з гарячими джерелами знаходиться в дубовому гаю за 1,5 км від закарпатського села Косонь (Косино) поряд з угорським кордоном. Термальну воду видобувають із свердловин глибиною 1200 метрів. Мінералізація води становить 24%. Температурний режим води на виході становить 42 градуси. Ця вода, за рахунок всмоктування в шкіру мікроелементів, які знаходяться в ній, лікує опорно-руховий апарат, ревматизм, хвороби нирок, артрит, радикуліт і навіть ожиріння. А ще - заспокоює нерви, підвищує імунітет і зміцнює організм.

## Відомі люди
- Бейла Горті (Horthy Béla) (Косонь, 4 лютого 1869 - Будапешт, 10 лютого 1943) - угорський художник, один із перших художників у колонії художників Надьбаня.
- Товт Михайло Михайлович (*1954) — інженер та юрист; представник угорської меншини в Україні.
- Ференц Катко (Косонь, сьогодні Україна, 1975 -) угорський актор, режисер.

## Туристичні місця
- археологи знайшли на території села артефакти перших століть н.е., включно до VII-го ст.
- В урочищі Марцеїв Ліс в кінці XIX столітті відкрито готське поховання, що супроводжувалося срібними фібулами, скляним кубком та прикрасами. Датується V століттям нашої ери.
- На територія Косино знайдено тетрадрахми Філіпа II Македонського, римські монети імператора Проба, Філіпа Августа та інших імператорів.
- За легендою, в околицях нинішнього села в 1086 р. угорський король Святий Ласло переміг у битві печенігів, і на місці перемоги на знак подяки побудував церкву.
- Головною особливістю села є наявність біля його околиць декількох свердловин мінеральних термальних вод. 
- Збудований в середні віки (ХІІІ-XIV ст.) на пагорбі монастир на честь св. Ласло зробили реформатським в 1552 р.
- палац Етвешів, який лежить під пагорбом з католицьким храмом. Це найстаріша світська будівля села та один з найстаріших взірців цього архітектурного виду не лише в Берегівському районі, але й в Закарпатті. Одноповерхову садибу збудувала в 1703 р. родина Рац. На тильній стіні будівлі зберігся родинний герб Раців з цифрами «1768".